# Новаковци
Новаковци (болг. Новаковци) — село в Болгарии. Находится в Габровской области, входит в общину Габрово. Население составляет 126 человек.

## Политическая ситуация
Новаковци подчиняется непосредственно общине и не имеет своего кмета, кметский наместник в селе — Петыр Димитров Марков.
Кмет (мэр) общины Габрово — Томислав Пейков Дончев (Граждане за европейское развитие Болгарии (ГЕРБ)) по результатам выборов в правление общины.